# لوئیس الیویرا باراسو
لوئیس الیویرا باراسو (به انگلیسی: Luis Oliveira Barroso) بازیکن فوتبال اهل بلژیک و عضو تیم ملی فوتبال بلژیک است که در تاریخ ۲۶ فوریه ۱۹۹۲ میلادی اولین بازی ملی‌اش را مقابل تیم ملی فوتبال تونس انجام داد. او در ۳۱ بازی ملی حضور داشت و جمعاً ۲۲۴۵ دقیقه برای تیم ملی فوتبال بلژیک به میدان رفت. لوئیس الیویرا باراسو آخرین بازی ملی خود را در تاریخ ۳۰ مارس ۱۹۹۹ میلادی در برابر تیم ملی فوتبال مصر انجام داد. وی در بازی‌های ملی‌اش ۷ گل به ثمر رساند. وی در حال حاضر مربی تیم فوتبال باشگاهی فلوریانا در لیگ برتر مالتا می‌باشد. او بیشترین دوران بازی حرفه‌ای خود را در ایتالیا گذراند.